# دوناتية
حركة الدوناتيّة (باللاتينية: Donatismus؛ باليونانية: Δονατισμός Donatismós) هي حركة دينية مسيحية ظهرت في نوميديا وازدهرت في القرنين الرابع والخامس. دعت الطائفة باسم الطائفة الدوناتية - نسبةً إلى صاحبه دونات الكبير. انتشرت الحركة بين المسيحيين النوميديون البربر في الجزائر والمغرب وتونس الحاليّة. حظيت الحركة بقوة في عهد القديس أوغسطين في نهاية القرن الرابع، وتراجعت بعد الفتح الإسلامي للشمال الافريقي في القرن الثامن والتاسع ظلت اقلية بربرية مسيحية دوناتية متمسكة في الوقت الراهن معظمها تعيش في الشتات.

## تاريخ
في عهد دقلديانوس اشتدَّت الدولة ضدَّ المسيحيين الذين تشبثوا بدينهم، وقاموا بِما يُشبه العصيان المدني، وقاوموا الإمبراطوريَّة بِشراسةٍ وعناد، حتَّى أنَّ الكنيسة أعلنت حرمان من يُلقي السلاح من رحمتها. ورُغم أنَّ الكنيسة نجحت في تنظيم نفسها وفي الصُمود بوجه الاضطهادات الرومانيَّة، إلَّا أنها بقيت مقصورةً على سواحل المغرب ولم تصل إلى القبائل الضاربة في بوادي وجبال المغرب الأقصى. وعرفت الكنيسة المغربيَّة انقساما خاصًا بها، هو المذهب الدوناتي - نسبةً إلى صاحبه دونات الكبير، أسقف الوطنيين، الذي أعلن عدم الاعتراف بأي كاهنٍ مهما علت مرتبته طالما كان مُستكينًا وراضخًا للسُلطات الإمبراطوريَّة، وطلب الاستشهاد في سبيل ذلك واستجاب لهُ كُل السَّاخطين على الإمبراطوريَّة وخاصَّةً من طبقات الكادحين.
عندما أصبحت المسيحيَّة الديانة الرسميَّة للإمبراطوريَّة أيَّام قُسطنطين الأوَّل، وقف هذا الأخير ضدَّ الدوناتيَّة واعتبرهم خارجين عن القانون. وترتَّب على تحالف الإدارة والكنيسة ضدَّ المذهب الدوناتي أن أصبح المذهب رمز المُقاومة الشعبيَّة، وازداد انتشاره بِزيادة انتشار الفقر والبُؤس بين الأهالي الذين ثاروا ضدَّ الحُكومة والطبقة الغنيَّة، ودعوا إلى المُساواة. وحاولت الحُكومة مُجادلة أصحاب هذا المذهب، فكان القدِّيس أوغسطين ألد أعدائه، حيثُ شهَّر به وهاجم أساليبه العنيفة، وأباح للدولة استعمال العنف ضدَّ أصحاب هذا المذهب لِكسر شوكتهم وإعادتهم إلى حظيرة الكنيسة النيقيَّة. لكنَّ النتيجة جاءت عكسيَّة، إذ تحالف الكادحون والفُقراء مع الدوناتيَّة، واستمرَّ الصراع إلى وفاة دونات سنة 355م، واتخذ شكل الثورة الوطنيَّة في طرابُلس ونوميديا إلى سنة 375م. وبعد وفاة دونات استمرَّ أوغسطين في مُحاربة المُنشقين عن الكنيسة الوطنيَّة والهراطقة حتَّى انتصرت الكنيسة الإفريقيَّة على أعدائها، على أنَّ الدوناتيَّة استمرَّت بعض جماعاتها إلى القرن السَّادس الميلاديّ. وعندما وقعت بلادُ المغرب تحت حُكم قبائل الوندال الجرمانيَّة، ابتدأ فصلٌ جديد من فُصول الصراع الدينيّ، فقد فرض الوندال على الناس مذهبهم الآريوسي الذي يقول بطبيعة المسيح البشريَّة، واضطهدوا المسيحيين النيقيين وصادروا أملاك الكنيسة وأموالها وحوَّلوها إلى الآريوسيين.

## انظر ايضًا
- تاريخ المسيحية في أفريقيا الشمالية
- مسيحيون أمازيغ
- دوناتوس